# Ley RICO
La denominada ley RICO (Racketeer Influenced and Corrupt Organizations Act), abreviado RICO o RICO Act y Ley de Organizaciones Corruptas e Influenciadas por Extorsión en español, es una ley federal dictada en Estados Unidos el 15 de octubre de 1970.
La ley federal "18 U. S. C. §§ 1961-1968" se opuso en un principio, y ante todo, a la extorsión (Puerto racketeering) de la mafia estadounidense y contra las actuaciones criminales dentro de los sindicatos y, en particular, del sindicato de transporte de camioneros. Es una base jurídica para combatir y condenar las actividades delictivas de mafiosos y de organizaciones delictivas del crimen organizado.
Las posibilidades de la responsabilidad penal del tráfico de drogas ya habían sido expandidas con la ley del control de estupefacientes del 1 de junio de 1957 y convertido en una ley federal penal. La ley RICO permite además a fiscales federales enjuiciar a personas debido a su pertenencia a una organización criminal, incluso si solo han ordenado crímenes, pero no los han ejecutado, o si en el plazo de diez años, solo han cometido dos de un total de 35 establecidos delitos.

## Algunos procesos y condenas al respecto
En 1979 se aplicó la ley contra Ralph "Sonny" Barger por actuar en el negocio de las drogas y de las armas como parte del grupo de los Hells Angels en Oakland (California). Sin embargo, fue absuelto.
Frank Animal fue el primer jefe de la Cosa Nostra que fue condenado a 10 años de prisión el 23 de enero de 1981 según esta ley.
En 1987 Anthony Salerno, otro jefe de la Familia Genovese, fue llevado a la "Mafia Commission Trial" con base en la ley RICO. Allí se trató de la corrupción entre la mafia y el sindicato de camioneros y Salerno fue condenado a un total de 100 años de prisión. Adicionalmente, Rudolph Giuliani consiguió en septiembre de 1987 una condena de la mayoría de los miembros de los "Westies", asociados de la Familia Gambino según esta ley. Solamente James "Jimmy" Coonan, el líder del grupo criminal, recibió una pena de 60 años.
El financiero estadounidense y banquero de inversión Michael Milken fue acusado en 1989 como un símbolo de la avaricia de Wall Street durante la década de 1980. Se declaró culpable en cinco casos de estafa financiera y fue condenado a 10 años de prisión. Sin embargo fue liberado de la prisión 22 meses después, en enero de 1993.
De 1999 a 2007, la ley RICO se utilizó como base para una demanda del Gobierno de los Estados Unidos en contra de la industria del tabaco. 
Entre el 14 de febrero y el 15 de mayo de 2000, James Marcello, junto con Anthony Zizzo, tuvieron que enfrentarse a un juicio. La acusación fue conspiración, juego ilegal y asesinato. Marcello fue condenado a 10 años de prisión. Salió de la cárcel en noviembre del 2003 y continuó su actividad para la mafia de Chicago desde entonces. Según el FBI, es ahora su jefe actual.
En marzo de 2006 Barry Mills, líder de la "Aryan Brotherhood", fue acusado según la ley RICO y recibió cadena perpetua.
En el año 2007 se presentó una demanda colectiva en contra de Microsoft y de la empresa comercial Best Buy en un procedimiento de apelación ante la Corte de Apelaciones de los Estados Unidos para el Noveno Circuito en San Francisco (California) a pesar de las críticas sobre el fundamento de la acusación sobre la base de la ley RICO. La demanda fue hecha por James Odom, quien acusó de fraude a ambas empresas, ya que intercambiaron informaciones sobre clientes de forma prohibida a través de compras de tarjetas de crédito. Microsoft estaba obligado, tras una inversión de 200 millones de dólares, a hacer propaganda para la empresa Best Buy a cambio de que ésta hiciese propaganda de los productos de Microsoft.
En enero de 2008, Energy Star presentó una demanda sobre la base de RICO contra el RSM Superior de Auditoría (Moscú), RSM International (Londres) y contra representantes de empresas de análisis de libros. Según los reportes, "Star acusó sobre una actuación criminal en contra de los mercados financieros de Estados Unidos". Según la acusación, RSM , una de las siete más grandes empresas de control a nivel internacional, falsificó auditorías de empresas rusas para que pudiesen conseguir capital en los Estados Unidos. Todavía no se ha dictado sentencia.
El 19 de julio de 2010 se anunció que los abogados de las víctimas del desastre de la Deepwater Horizon en Estados Unidos presentaron, al menos, tres quejas en contra de la BP según la ley RICO. Actualmente el Departamento de Justicia de los Estados Unidos analiza si se puede aplicar la ley RICO en el caso.
En 2011 se presentó ante los tribunales de Nueva York una reclamación por la petrolera Chevron, basada en la Ley RICO, contra los demandantes indígenas que la habían llevado a juicio en Ecuador a causa de los inmensos daños que había producido Texaco (ahora de su propiedad) durante 40 años en la Amazonía ecuatoriana, lo que le llevó a recibir una condena por 9.500 millones de dólares en los tribunales de Ecuador. La reclamación terminó en una polémica condena a sus abogados norteamericanos por perseguir a una empresa estadounidense.
En el marco de las investigaciones por corrupción en 2015, se considera a la federación de fútbol FIFA como una organización corrupta según la ley RICO.